# Glenn Dubis
Glenn A. Dubis, ameriški častnik in športni strelec, * 5. februar 1959.
Dubis je sodeloval na poletnih olimpijskih igrah leta 1984, leta 1988, leta 1996 in leta 2000 (strelstvo, tropoložajno strelstvo).
Bil je član U.S. Army Marksmanship Unit.
Bil je tudi petkratni svetovni CISM prvak z vojaško puško in je postavil svetovne rekorde v ležečem streljanju s prosto puško in v tropoložajnem streljanju s prosto puško.
Danes je trener na University of Alaska Fairbanks.